# Zaubernächte in Rio
Zaubernächte in Rio (Originaltitel: Romance on the High Seas) ist eine US-amerikanische Filmkomödie aus dem Jahr 1948 mit Jack Carson und Janis Paige in den Hauptrollen. Doris Day gab in diesem Film ihr Spielfilm-Debüt.

## Handlung
Elvira Kent und ihr Ehemann Michael sind beide sehr eifersüchtig. Zur Feier ihres dritten Hochzeitstags wollen sie gemeinsam eine Seereise nach Rio de Janeiro machen. Als Michael Kent behauptet, die schon gebuchte Seereise aus geschäftlichen Gründen nicht antreten zu können, glaubt Elvira, dass dahinter eine andere Frau steckt. Sie gibt vor, alleine auf die Kreuzfahrt zu gehen. Tatsächlich bleibt sie aber heimlich in New York, um ihren Mann überwachen zu können, und engagiert die junge Sängerin Georgia Garret dafür, dass sie unter ihrem Namen auf die Reise geht.
Michael ist sehr verwundert darüber, dass seine Frau alleine nach Rio reisen möchte. Er befürchtet, dass sie ihm untreu ist, und schickt den Privatdetektiv Peter Virgil mit auf die Kreuzfahrt, um Elvira zu beschatten. Der Privatdetektiv und die falsche Mrs. Kent verlieben sich schon bald nach ihrem ersten Zusammentreffen auf der Southern Queen ineinander.
Als bei einem Zwischenstopp in Kuba unerwartet auch noch Oscar Farrar, der in den Schwindel nicht eingeweihte Freund von Georgia, auf das Schiff kommt, kommt es zu etlichen Missverständnissen, die nicht nur den Detektiv verwirren. Erst als alle Beteiligten im Hotel Atlantic in Rio de Janeiro zusammentreffen, klärt sich alles auf.

## Kritiken
Laut dem Lexikon des internationalen Films sei der Film eine „schwungvoll inszenierte Verwechslungskomödie“. Cinema beschrieb ihn als „turbulent und spaßig“.

„Diese amerikanische Komödie ist eine der nettesten Überraschungen der letzten Wochen. Es sind zwar keineswegs schwerwiegende Probleme, die hier abgehandelt werden – […] das ganze ist aber so reizend gemacht (Regie Michael Curtitz [sic!]), daß man sich zwei Stunden lang bestens amüsiert. Jedes zweite Wort des Dialogs ist ein funkelnder Gag, und die Farben, in denen die wechselnden Schauplätze südamerikanischer Städte eingefangen wurden, sind von berauschender Schönheit. Jack Carson bestätigt sich als ausgezeichneter Komiker, und in Doris Day lernen wir eine temperamentvolle Sängerin mit jener eigenartig timbrierten Stimme kennen, die man offenbar nur in Amerika findet.“

## Auszeichnungen
Der Film wurde in den Kategorien Beste Filmmusik und Bester Song (It’s Magic) für den Oscar nominiert, konnte sich jedoch nicht gegen die Konkurrenz durchsetzen.